# Podhorany (district de Kežmarok)
Pour les articles homonymes, voir Podhorany.
Podhorany (allemand : Mehltheuern ) est un village de Slovaquie situé dans la région de Prešov.

## Histoire
Première mention écrite du village en 1235.

## Démographie

### Évolution de la population
| Année:               | 1994. | 2004.    | 2014.    | 2024.    |
| -------------------- | ----- | -------- | -------- | -------- |
| Nombre de personnes: | 1011  | 1578     | 2621     | 3029     |
| Différence:          |       | +56,08 % | +66,09 % | +15,56 % |

| Année:               | 2023. | 2024.   |
| -------------------- | ----- | ------- |
| Nombre de personnes: | 2937  | 3029    |
| Différence:          |       | +3,13 % |